# Jacqueline Bollen
Pour les articles homonymes, voir Bollen.
Jacqueline Bollen est une actrice belge.
Elle a travaillé notamment sous la direction des metteurs en scène Isabelle Pousseur, Jean-Claude Berutti et Philippe Blasband.
Elle a tourné dans les films Falsch des frères Dardenne (rôle de Lili), Tribu de Joachim Lafosse, Thomas est amoureux de Pierre-Paul Renders et Petites Misères de Philippe Boon et Laurent Brandenbourger.